# Ботруньо
Ботруньо (итал. Botrugno) — коммуна в Италии, располагается в регионе Апулия, в провинции Лечче.
Население составляет 3046 человек (2008 г.), плотность населения составляет 338 чел./км². Занимает площадь 9 км². Почтовый индекс — 73020. Телефонный код — 0836.
Покровителем коммуны почитается святой Оронций, празднование 26 августа.

## Демография
Динамика населения:

## Администрация коммуны
- Официальный сайт: http://www.comune.botrugno.le.it